# Kallendresser

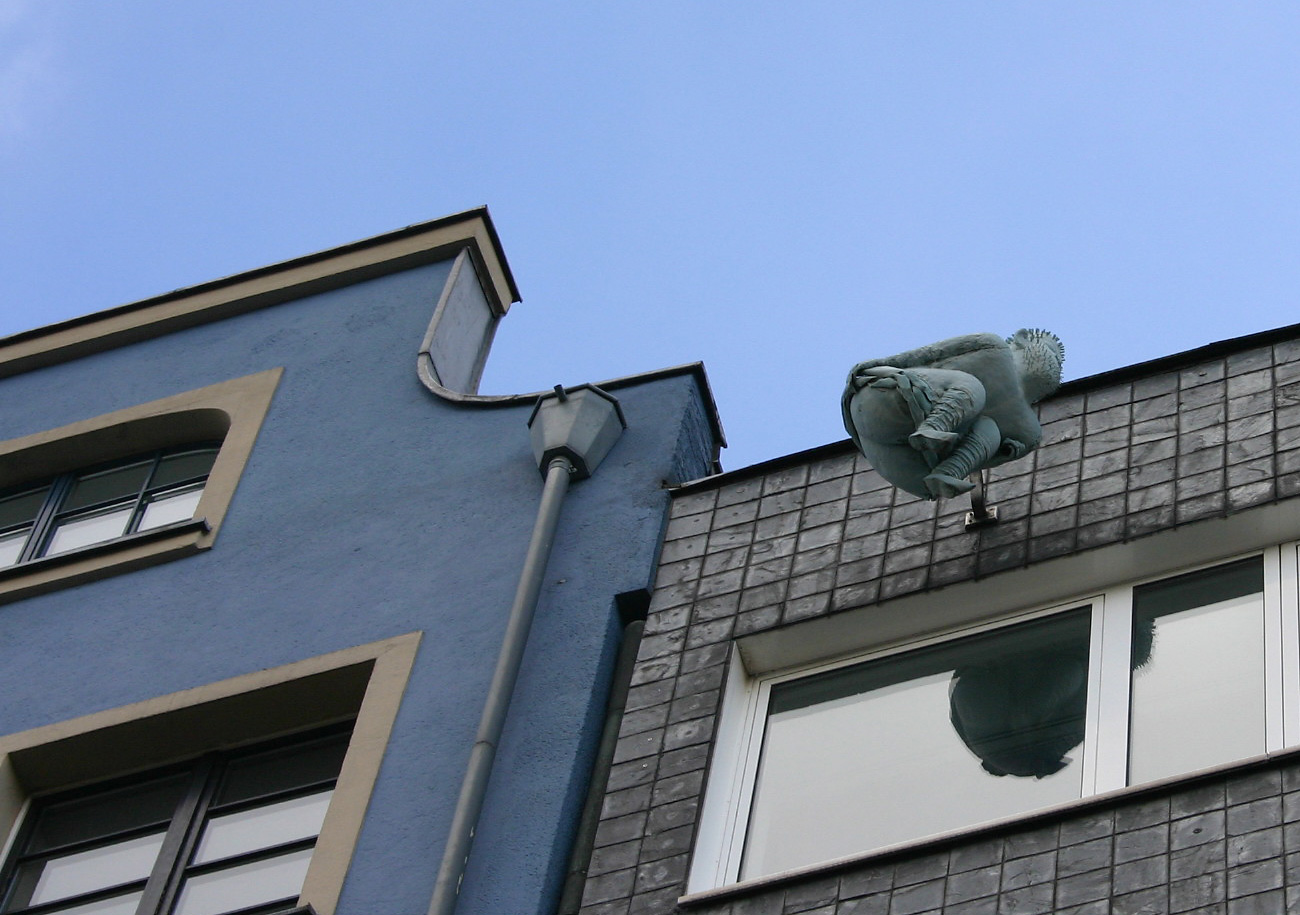
Kallendresser-Skulptur am Alter Markt in Köln

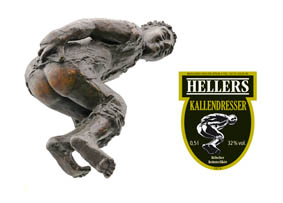
Figur von Elisabeth Wegener-Botz und Etikett Kräuterlikör der Brauerei Heller

Der Kallendresser (ein kölscher Ausdruck für jemanden, der seine Notdurft in die Regenrinne verrichtet) spielt als Figur in Köln schon seit dem Mittelalter eine Rolle. Er findet sich beispielsweise an den Konsolen der Figuren des Kölner Rathausturms, an denen Männer dargestellt sind, die dem Betrachter das blanke Hinterteil entgegenrecken. 
Man unterscheidet zwei Typen dieser Figuren, von denen im Mittelalter mindestens fünf am Ratsturm angebracht waren (jetzt sind es nur noch drei), den »Kallendresser« und den »Kölner Spiegel«: Die Kallendresser sind hockend im Profil dargestellt, der Spiegel kehrt dem Betrachter den (verlängerten) Rücken zu und steckt den Kopf zwischen die Beine. Die drei Konsolen befinden sich unterhalb der Skulpturen von Konrad von Hochstaden, von Gottfried Hagen und von Katharina Henot. Der bekannteste Kallendresser ist nicht am Ratsturm, sondern als Skulptur an einem Haus am Kölner Alter Markt zu sehen.
Über die Bedeutung dieser Figuren herrscht unter Brauchtumsforschern keine Einigkeit. Mit Sicherheit dürfte es sich jedoch um eine Figur handeln, die echten oder selbsternannten Obrigkeiten auf diese Weise ihre Meinung vermittelt. Die Figur des Kallendressers verdankt ihr Fortleben nach dem Krieg Jupp Engels (1909–1991), einem Architekten, dessen Engagement für Köln und für das Brauchtum dieser Stadt viele Spuren hinterließ.
1956 kaufte Jupp Engels ein durch Kriegszerstörung freies Grundstück am Alter Markt, wo er ein neues Haus errichtete, dessen Gestaltung sich sehr gut in die noch existierenden älteren Bauten einfügte, und erhielt dafür den Kölner Architekturpreis. 1986 wurde das Gebäude unter Denkmalschutz gestellt. Sein Erbauer gab ihm den mittelalterlichen Namen des früheren Hauses »Em Hanen«. Bei den Ausschachtungen hatte man einen ebenfalls mittelalterlichen Torbogen gefunden. Engels tauschte ihn beim Eigentümer eines anderen Hauses gegen die Rechte an der ehemals steinernen Figur des Kallendressers ein. Der Künstler Ewald Mataré gestaltete seine Nachbildung in grünpatiniertem Kupferblech.
Jupp Engels, der 1991 starb, gründete auch den Kallendresser-Orden, dem er als Ordensmeister und „Oberkallendresser“ vorstand. Aufgenommen werden nur Menschen, die sich um die Kölner Brauchtumspflege besonders verdient gemacht haben. In seinem Sinne bemüht sich die kölsche Musikgruppe De Kallendresser, die sich nach dieser Figur benannt hat, um die Pflege und Erhaltung traditioneller kölscher Lieder.
2011 gestaltete die Kölner Künstlerin Elisabeth Wegener-Botz eine weitere Figur. Hiervon wurden zwei Abgüsse an einem Privathaus in Junkersdorf und im Eingangsbereich der Kölner Privatbrauerei Heller in der Roonstraße installiert. Der Kallendresser war auch der Namensgeber für einen Kräuterlikör der Brauerei Heller.